# Vita Cola

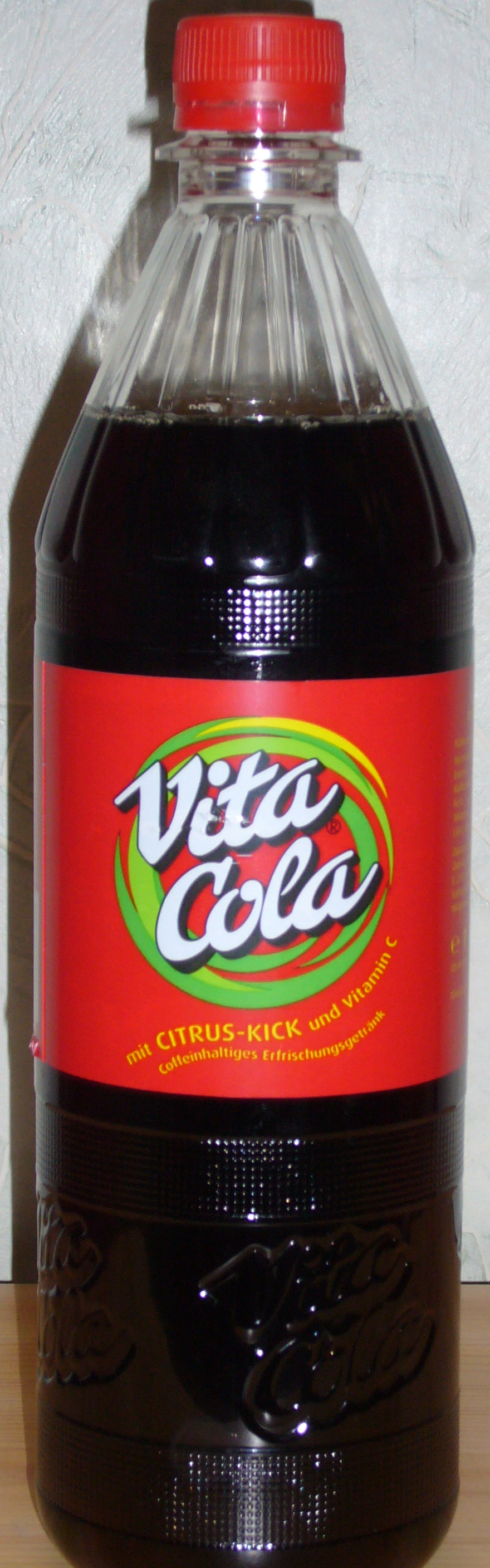
Vita-Cola

Vita Cola (Вита-Кола) — безалкогольный газированный напиток, созданный в ГДР в 1957 году, аналог американского напитка Coca-Cola. С 1994 года, после воссоединения с ФРГ получил распространение также в старых землях Германии.

## История создания
Правительство ГДР во второй пятилетке поставило цель совершенствовать заботу о населении в вопросах о безалкогольных напитках. В связи с этим Министерство пищевой промышленности поручило химической фабрике Мильтиц создать напиток кола по аналогии с американским напитком Кока-кола.
Создателем Vita Cola считается Ханс Цинн, в то время являлся руководителем отдела эссенции. Он создал напиток, который до сегодняшнего дня сохраняет свой неизменный вкус с помощью комбинации различных эфирных масел таких как лимонное масло, ваниль, колы, кофеин и витамин С.
В октябре 1958 года был поставлен первый килограмм необходимых материалов для создания напитка в земельную пивоварню Лейпцига, и уже через месяц был запатентован в соответствующих органах ГДР. Как только продукт появился в прилавках страны он получил огромную популярность у населения, поэтому производителем пришлось в десять раз увеличить производство нежели изначально запланированных. Напиток производился немногими пивоварнями. Но в последующем для удовлетворения большого спроса у населения Vita Cola начала повсеместно производиться почти во всех пивоварнях страны. В 1960 году 160 предприятий получили разрешения на производство. Так каждое предприятие продавало напиток со своим оригинальным дизайном, но при этом вкус и содержание оставались одинаковыми.
Лишь в 1967 почти 10 лет спустя после начала продаж Фита-кола, в ГДР появился второй кола-напиток, который имел название Cola-Club. При этом Cola-Club был более ориентирован к западным аналогам кола-напитков, но при этом имел свой отличительный вкус.
После немецкого воссоединения небольшие предприятия стали выпускать напиток под различными названиями. В 1994 году концерн Brau & Brunnen стал владельцем предприятия производящего напиток Vita Cola, и, соответственно, самой марки. В 2005 году Brau & Brunnen из стратегических соображений продала предприятие и все относившиеся к ней торговые знаки гессенской компании из города Бад-Фильбель.
На сегодняшний день в производстве находится только один другой бывший восточногерманский бренд cola: Club Cola.

## Популярность
На пике своего развития Vita Cola разливалась более чем на 200 заводах.
После падения Берлинской стены и Железного занавеса в 1989 году бизнес Vita Cola быстро рухнул, поскольку его место заняли западные бренды cola. Однако с появлением Ostalgie (ностальгии среди восточных немцев по "старым временам") многие продукты бывшей ГДР были возвращены обратно, и Vita Cola стала одной из самых популярных.
Компания Thüringer Waldquell из Шмалькальдена, Тюрингия, получила права на название и формулу и начала производить Vita Cola в 1994 году. С 2002 по 2005 год Vita Cola спонсировала FC Hansa Rostock, футбольный клуб из Мекленбурга-Передней Померании. С тех пор Vita Cola превзошла Pepsi Cola и до сих пор восстанавливает долю рынка в бывшей Восточной Германии.
В Тюрингии в 2009 году у Vita Cola была самая большая доля рынка колы, даже выше, чем у Coca-Cola. Это означает, что Тюрингия - один из немногих регионов в мире, где региональный бренд cola является лидером рынка.
В новостях за 2019 год говорилось, что в 2018 году было продано рекордных 89 миллионов литров продукта, "что делает его самой популярной отечественной колой в Германии".

## Ингредиенты
Натуральная минеральная вода, сахар, углекислота, подкислители (E270, лимонная кислота, фосфат), краситель E150 d, натуральный ароматизатор, витамин С, кофеин.

## Состав
Особый терпкий вкус Вита-
Колы был популярен среди населения. После объединения Германии рецепт немного изменился, вместо натуральных ароматов начали добавлять натуральные экстракты цитрусовых фруктов. Таким образом напиток стал ближе к своим западным аналогам, таким как Кока-кола и Пепси-кола, но вкус не изменился. Начиная с 2007 года производители начали создавать новые сорта Vita Cola такие как Schwarz, Original Zuckerfrei, Original, Vita Limo Orange, Vita Limo Zitrone.

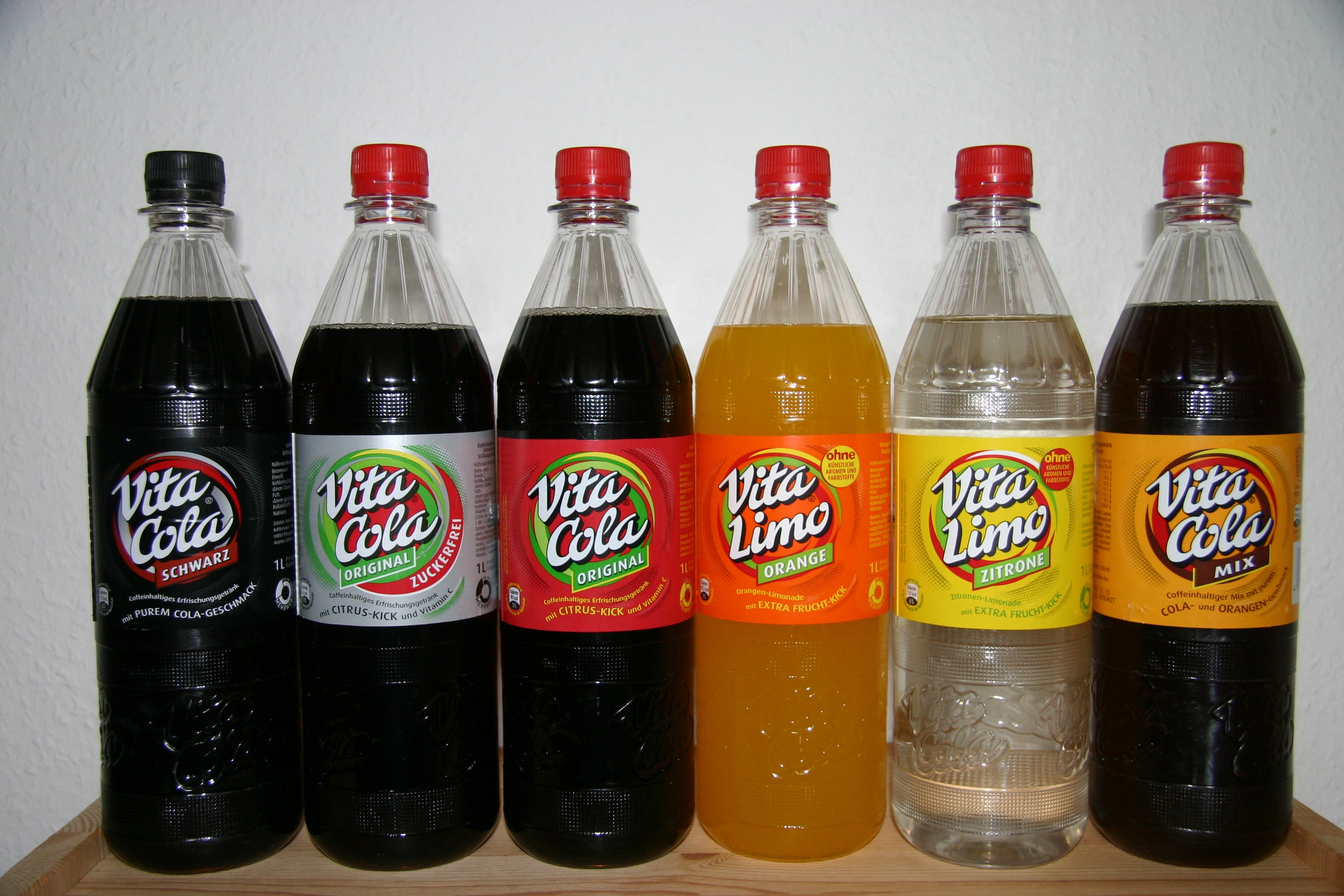
Различные виды Vita Cola

## Доля рынка
В 2008 году Vita Cola с 17,2 % была на втором месте по популярности среди безалкогольных напитков в бывших восточногерманских землях, уступая только Кока-Коле. В родной Тюрингии является самым популярным напитком с 40 %. Одно из причин такой популярности обусловлено остальгией среди населения Восточной Германии.

## Места производства
Производство необходимых материалов для напитка в ГДР занималось непосредственно Химическая фабрика Милтитц. Далее материалы для производство развозились практические во все заводы по производству газированных напитков. Ныне Вита кола производится в Шмалькальдене и Бад-Доберане.

## История дизайна
Дизайн пластиковой бутылки взят с типичной формы гэдээровских бутылок из стеклотары, в то время все газированные напитки реализовались в таких бутылках. Классические красно-зелёные цвета для этикетки, как и надпись, сохранены. Вначале такой дизайн использовался только для однолитровых бутылок, 0,5 и 1,5 литровые производились в стандартных пластиковых бутылках. С 2008 года также для этих ёмкостей созданы свои оригинальные варианты бутылок которые продаются, соответственно, в одноразовых и многоразовых бутылках. Для стеклянных бутылок 0,2 литра используется полностью другой дизайн.